# Idea Cellular
Idea Cellular war ein indischer Mobilfunkanbieter, der in allen 22 Telefonbezirken Indiens tätig war. Es war das drittgrößte Mobilunternehmen Indiens auf GSM-Basis hinter Airtel und Vodafone Essar. Das Unternehmen startete 1995 als Gemeinschaftsunternehmen von Tatas, Aditya Birla Group und AT&T durch die Fusion von Wings Cellular (aktiv in Madhya Pradesh, Uttar Pradesh, Rajasthan) und Tata Cellular sowie Birla AT&T Communications.
Am 31. August 2018 folgte schließlich die Fusionierung von Idea Cellular mit Vodafone. Die Marken wurden bis zum 7. September 2020 parallel weitergeführt und dann durch die gemeinsame Vodafone Idea Limited (Vi) Marke ersetzt.
Ursprünglich hatte Idea nur ein sehr begrenztes GSM-Netz in Indien, konnte jedoch durch den 2004 getätigten Zukauf von Escotel sein Mobilfunknetz zu einem pan-indischen Netz ausbauen und ist nun auch aktiv in Westbengalen, Maharashtra, Goa, Gujarat, Andhra Pradesh, Madhya Pradesh, Chhattisgarh, Uttar Pradesh, Haryana, Kerala, Rajasthan und Delhi.
Das Unternehmen vertrieb seine Produkte durch die „Idea n' U“-Geschäfte.

## Besitzverhältnisse
Am 10. April 2006 verkündete die Aditya Birla Group die Übernahme des Aktienpaketes von 48,14 % der Tata-Gruppe. Gegenwärtig hält Aditya Birla 49,1 % des Aktienkapitals. Der malaysische Telefonanbieter Axiata kontrolliert 14,99 % der Aktien von Idea, 10,6 % sind im Besitz von Providence Equity Partners.
2018 fusionierte Idea Cellular mit Vodafone India zu Vodafone Idea Limited (Vi).